# فالاثول نارايانا مينون
كان فالاثول نارايانا مينون (16 أكتوبر 1878 – 13 مارس 1958) شاعرًا باللغة الماليالامية وإحدى ثلاثي شعر اللغة الماليالامية الحديث، إلى جانب أسان وألور. أضيف اللقب الشرفي ماهاكافي إليه في عام 1913 بعد صدور تشيترايوغام ماهاكافيا. كان فالاثول شاعرًا قوميًا وكتب سلسلة قصائد حول جوانب عديدة لحركة الحرية الهندية. وكتب أيضًا ضد نظام الطائفة، الذي كان يجسد طغيان الإنجليز والبراهمانا وأرثوذوكسيات اجتماعية أخرى. أسس فالاثول جامعة كيرالا كالاماندالام وينسب إليه الفضل في تجديد أسلوب رقصة كيراليت التقليدية الذي يعرف بكاثاكالي.

## النشأة
ولد فالاثول في تشيناران مانجالام، تيرور في مقاطعة مالابورام، كيرلا، بصفته ابن كادونجوت ماليسيري داموداران إيلاياثو وكوتيبارو آما. لم ينل فالاثول أي تعليم، إلا أنه تدرب على اللغة السنسكريتية، في البداية تحت إشراف عالم اللغة السنسكريتية فاريام بارامبيل كونجان ناير، ومن ثم تحت إشراف عمه راموني مينون، الذي عرفه على عالم الشعر باللغة السنسكريتية. وعلمه راموني مينون أيضًا أشتانغا هريدايام، التي كانت رسالة في الطب، وسرعان ما بدأ نارايانا مينون الشاب مساعدة عمه في الممارسة الطبية والتعليم. وتدرب أيضًا لمدة عام تحت إشراف باراكولام سوبراهمانيا ساستري وكايكولانغارا راما فاريار في الفلسفة والمنطق. تزوج فالاثول فانيري تشيتازيفيتيل مادهافي آما في شهر نوفمبر من عام 1901 وانتقل إلى العيش في تريشور، العاصمة الثقافية لكيرالا. عمل فالاثول مديرًا في صحافة كالبادرومام في تريشور منذ عام 1905 حتى عام 1910. خلال هذه الفترة، بدأ سمعه يتدهور. ومنذ عام 1915، بدأ العمل في صحيفة كيرالودايام وانضم لاحقًا إلى أمريت ريتيش، التي كانت صحيفة تصدر في تريشور.

## الشعر
بدأ فالاثول كتابة الشعر منذ عمر ال 12. كان كيراثا ساتاكام وفياسافاتارام أقدم عملين صدرا له. وفاز بجائزة مجلة باشابوشيني للشعر في عام 1894. وبدأت قصائده بالظهور مجلات باشابوشيني وكيرالا سانتشاري وفيجنانا تشينتاماني. كانت مغامرته الأدبية الرئيسية الأولى ترجمة رامايانا التي ألفها فالميكي إلى اللغة الماليالامية، وهو عمل بدأه في عام 1905 واستغرق إتمامه سنتين. خلافًا لبعض معاصريه، لم يكن لدى فاثلاوث أي إلمام باللغة الإنجليزية. وحصل على لقب ماهاكافي بعد صدور تشيترايوغام ماهاكافي في عام 1913. استوفى تشيترايوغام ماهاكافيا جميع المبادئ الخاصة بماهاكافيا تقليدية وقسم إلى 18 سارغا. كانت قصة تشاندراسينا وتارافالي، المأخوذة من كاثاساريتساغرا، ثيمة هذا العمل الشعري. ووصف فالاثول احتجاج بارفاتي ضد سيفا في عمله جانغاباتي (عام 1913) وتصويره لأوشا وهي تتحدى والدها من أجل حبيبها في باندهاناسثانايا أنيرودهان (1914). في عام 1917، صدر المجلد الأول من عمله ساهيتيا مانجاري الذي كان يبلغ عدد أجزائه 11 مجلدًا (باقة من الأدب). احتوت هذه المجلدات، التي كانت تصدر منذ عام 1917 حتى عام 1970، على قصائده الرومانسية القصيرة المجموعة التي كانت تتطرق إلى مواضيع عديدة. وكان العديد من هذه القصائد قد نشر في وقت سابق في مجلة كافاناكاومودي التي كان يصدرها بي في كريشنا فريار. مهد الخاندا كافيا الذي ألفه عن مريم المجدلية بعنوان ماجدالانا ماريام الطريق أمام تقليد جديد للرمزية المسيحية في اللغة الماليالامية.